# Geheirate

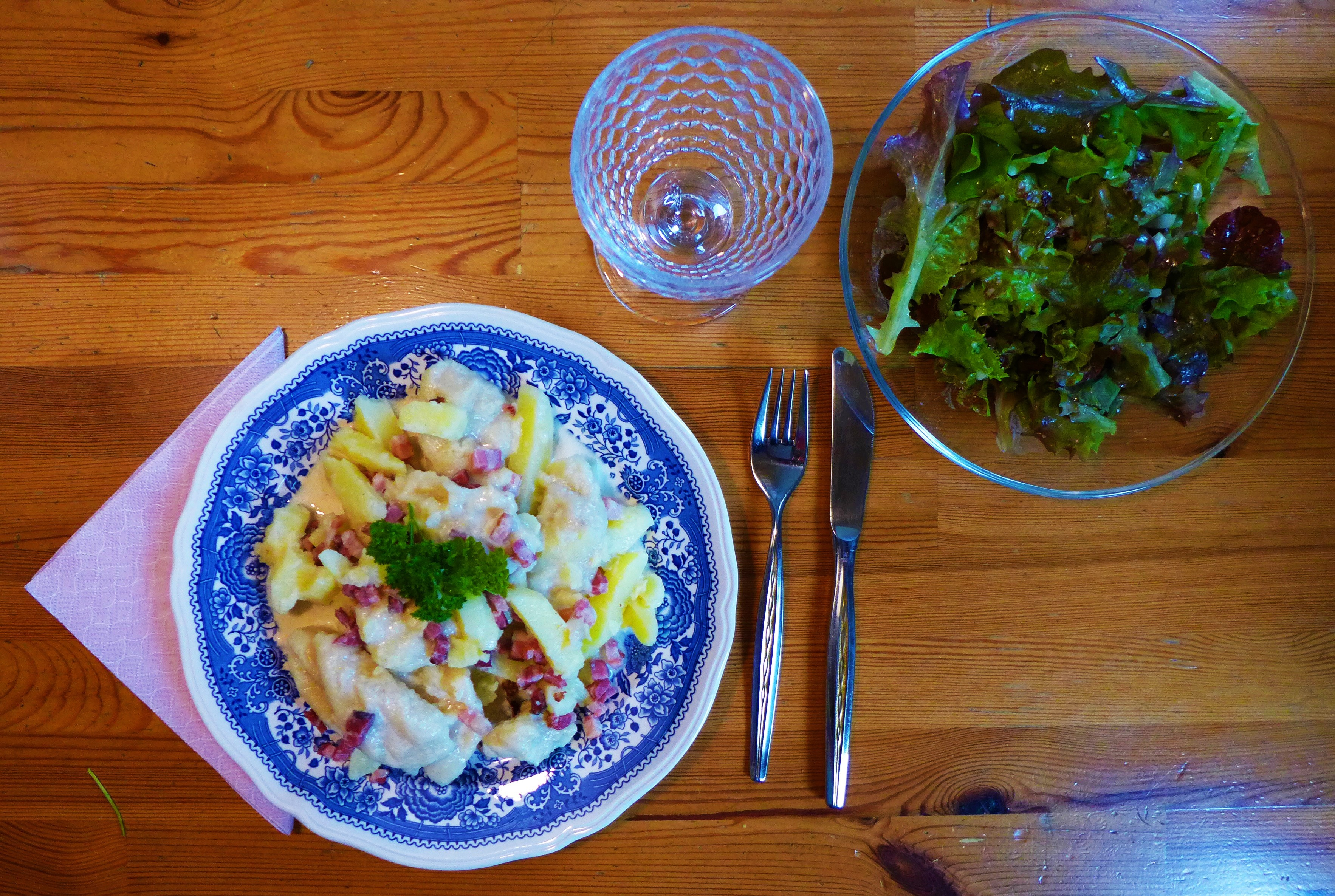
Geheirate mit Salatbeilage

Geheirate(-te), auch Geheirade oder Verheirate(-te) ist ein traditionelles saarländisches Gericht aus Kartoffeln, Mehlklößchen und Speck.
Zur Zubereitung werden Kartoffeln gestiftet oder gewürfelt und gekocht, ein fester Teig aus Mehl, Eiern, Salz, Muskat sowie Wasser hergestellt, zu Mehlklößchen geformt und gemeinsam mit den Kartoffeln gegart. Vor dem Servieren werden die so „verheirateten“ länglichen Klößchen und Kartoffelstifte mit zerlassenem Speck, nach Geschmack auch mit angerösteten Zwiebeln, und etwas Kochwasser oder Sahne garniert. Eine Variante davon ist es, Rauchfleisch kurz anzubraten, mit Milch abzulöschen und dies dann über die „Geheirate“ zu gießen. Die übliche Beilage ist Feld- oder ein anderer Blattsalat. Häufig wird auch statt Salat Apfelmus dazu gegessen.